# Rudolph Grey
Rudolph Grey ist ein US-amerikanischer Jazzgitarrist, Filmhistoriker und Autor.

## Leben und Wirken
Grey arbeitete in den 1970er Jahren in den No-Wave-Formation Mars und Red Transistor, später mit Charles Gayle, Arthur Doyle, seinem Ensemble The Blue Humans und eigenen Bandprojekten, mit denen er unter eigenem Namen aufnahm. Er betätigte sich auch als Filmhistoriker und schrieb das Buch Nightmare of Ecstasy (1992), eine Biographie über den B-Movie-Regisseur Edward D. Wood, der vor allem durch Tim Burtons Filmbiografie Ed Wood bekannt ist, der auf Greys Biografie basiert. 1992 war er als Berater bei Mark Patrick Carduccis Film Flying Saucers Over Hollywood: The 'Plan 9' Companion tätig. 2001 gelang es Grey, eine Kopie von Ed Woods letzten Spielfilm Necromania aufzuspüren, der bislang als verschollen galt.

## Diskographische Hinweise
- Transfixed (New Alliance Records, 1988)
- Mask Of Light (1991)
- The Blue Humans featuring Rudolph Grey – Clear to Higher Time (New Alliance, 1992)
- The Blue Humans featuring Rudolph Grey – Incandescence (Shock, 1995)
- The Real Evelyn McHale? (Foreign Frequency, 7"-Single, 2010)

## Publikation
- Ed Wood. Heyne Verlag, München 1995. ISBN 3-453-08955-3